# 赵楣
赵楣，字叔眉，浙江温岭人，中华民国教育家。

## 生平
早年毕业于日本早稻田大学。回国后，在长兄赵子修（时任浙江省参议员）支持下，筹建浙江省立甲种水产学校。1916年3月28日，浙江省立甲种水产学校在浙江省临海县葭芷镇椒江书院成立，赵楣为校长，设置渔捞、制造两科，三年制。1924年，他因在海门办了泰平食品罐头公司生意而有意退出学校管理。但未提出辞呈，张苑林便去省方活动，谋得校长职位，导致学生罢课抗议。张苑林还派打手打伤学生，最终私了。同年，学校学生亦抗议赵楣贪污学校新建校舍资金，赵楣被迫辞职。